# Verkehrsbetriebe Biel
Die Verkehrsbetriebe Biel, abgekürzt VB, französisch Transports publics biennois, abgekürzt TPB, betreiben den Grossteil des öffentlichen Personennahverkehrs in der Schweizer Stadt Biel/Bienne und ihrer Nachbarstadt Nidau. Das in den Tarifverbund Biel/Bienne integrierte Streckennetz besteht aus den drei Linien des Trolleybus Biel/Bienne und zehn Autobus-Linien. Das Verkehrsunternehmen ging aus der Städtischen Strassenbahn Biel (französisch Tramway de Bienne, abgekürzt TrB) hervor, welche Betreibergesellschaft der 1948 stillgelegten Strassenbahn Biel war. 

## Liniennetz

### Trolleybus
- siehe Trolleybus Biel/Bienne

### Autobus ab 13. Dezember 2020
| Linie | Streckenführung                  |
| ----- | -------------------------------- |
| 2     | Brügg–Orpundplatz                |
| 5     | Nidau–Biel Bahnhof–Spitalzentrum |
| 6     | PortBellevue–Spitalzentrum       |
| 8     | Klinik Linde–Fuchsenried         |
| 9     | Schiffländte–Schulen Linde       |
| 11    | Biel Bahnhof–Rebenweg            |
| 34    | Biel Stadien–Grenchen            |
| 70    | Biel Bahnhof–Les Prés d’Orvin    |
| 71    | Biel Bahnhof–Romont              |
| 79    | Magglingen–Leubringen            |

### Standseilbahnen
- Biel-Leubringen-Bahn
- Biel-Magglingen-Bahn

## Galerie

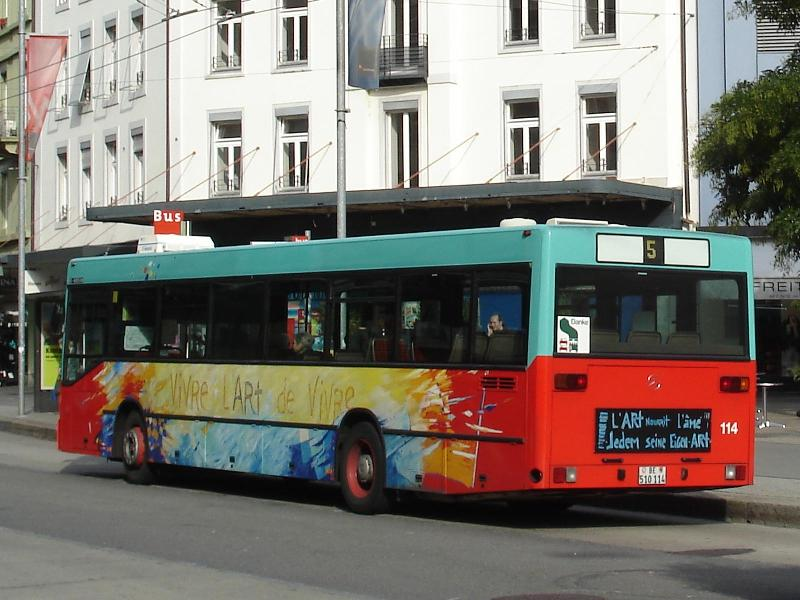
Ein Mercedes-Benz O 405-Autobus im September 2007
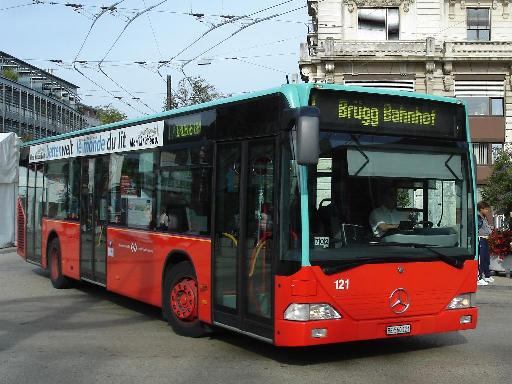
Ein Mercedes-Benz Citaro-Autobus im September 2007
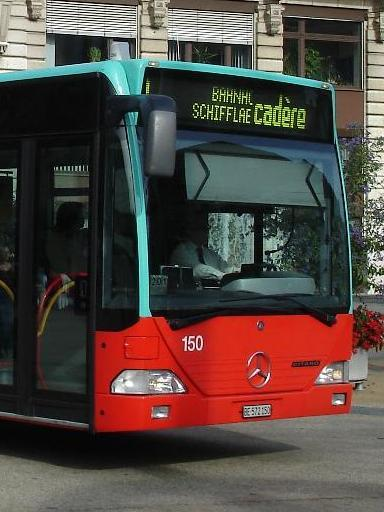
Typisch für die zweisprachige Stadt: Die Matrixanzeige wechselt von Deutsch auf Französisch